# Baloncesto Superior Nacional 2005
La Baloncesto Superior Nacional 2005 è stata la 76ª edizione della Baloncesto Superior Nacional, la massima lega di basket portoricana.

## Squadre partecipanti
- Atl. de San Germán
- Brujos de Guayama
- Cang. de Santurce
- Cap. de Arecibo
- Gallitos de Isabela
- Grises de Humacao
- Leones de Ponce
- Marat. de Coamo
- Vaq. de Bayamón

## Classifica

### Stage One
|    | Squadra             | G  | V  | P  |
| -- | ------------------- | -- | -- | -- |
| 1. | Leones de Ponce     | 32 | 23 | 9  |
| 2. | Cap. de Arecibo     | 32 | 21 | 11 |
| 3. | Cang. de Santurce   | 32 | 20 | 12 |
| 4. | Atl. de San Germán  | 32 | 18 | 14 |
| 5. | Vaq. de Bayamón     | 32 | 18 | 14 |
| 6. | Brujos de Guayama   | 32 | 16 | 16 |
| 7. | Marat. de Coamo     | 32 | 14 | 18 |
| 8. | Grises de Humacao   | 32 | 8  | 24 |
| 9. | Gallitos de Isabela | 32 | 6  | 26 |

### Stage Two
|    | Squadra            | G  | V | P |
| -- | ------------------ | -- | - | - |
| 1. | Vaq. de Bayamón    | 10 | 6 | 4 |
| 2. | Cang. de Santurce  | 10 | 6 | 4 |
| 3. | Brujos de Guayama  | 10 | 5 | 5 |
| 4. | Cap. de Arecibo    | 10 | 5 | 5 |
| 5. | Leones de Ponce    | 10 | 5 | 5 |
| 6. | Atl. de San Germán | 10 | 3 | 7 |

## Vincitore
| Campione BSN 2005                |
| -------------------------------- |
| Capitanes de Arecibo (2° titolo) |

## Statistiche
| Categoria         | Giocatore             | Squadra             | Stat |
| ----------------- | --------------------- | ------------------- | ---- |
| Punti per gara    | Joe Bunn              | Gallitos de Isabela | 25,9 |
| Rimbalzi per gara | Jack Michael Martinez | Atl. de San Germán  | 14,3 |
| Assist per gara   | Bobby Joe Hatton      | Leones de Ponce     | 5,9  |

## Premi
- BSN Most Valuable Player: Larry Ayuso, Capitanes de Arecibo
- BSN Guard of the Year: Bobby Joe Hatton, Leones de Ponce
- BSN Forward of the Year: Angel Figueroa, Capitanes de Arecibo
- BSN Center of the Year: Ernest Brown, Vaqueros de Bayamon
- BSN Rookie of the Year: Hector Valenzuela, Brujos de Guayama
- BSN Most Improved Player of the Year: Gabriel Colon, Leones de Ponce
- BSN Import Player of the Year: Lee Benson, Grises de Humacao
- BSN Domestic Player of the Year: Larry Ayuso, Capitanes de Arecibo
- BSN Defensive Player of the Year: Anthony Bonner, Leones de Ponce
- BSN Coach of the Year: Flor Melendez

- All BSN First Team
  - Bobby Joe Hatton, Leones de Ponce
  - Larry Ayuso, Capitanes de Arecibo
  - Angel Figueroa, Capitanes de Arecibo
  - Jack Michael Martinez, Atleticos de San German
  - Ernest Brown, Vaqueros de Bayamon

- All BSN Second Team
  - Christian Dalmau Atleticos de San German
  - Joel Jones, Vaqueros de Bayamon
  - Gabe Muoneke, Maratonistas de Coamo
  - Bobby Lazor, Gallitos de Isabela
  - Lee Benson, Grises de Humacao

- All BSN Defensive Team
  - Anthony Bonner, Leones de Ponce
  - Wilfredo Pagan, Brujos de Guayama
  - Rick Apodaca, Atleticos de San German
  - Roberto Nieves, Atleticos de San German
  - Ernest Brown, Vaqueros de Bayamon